# Chiclayo Metropolitano

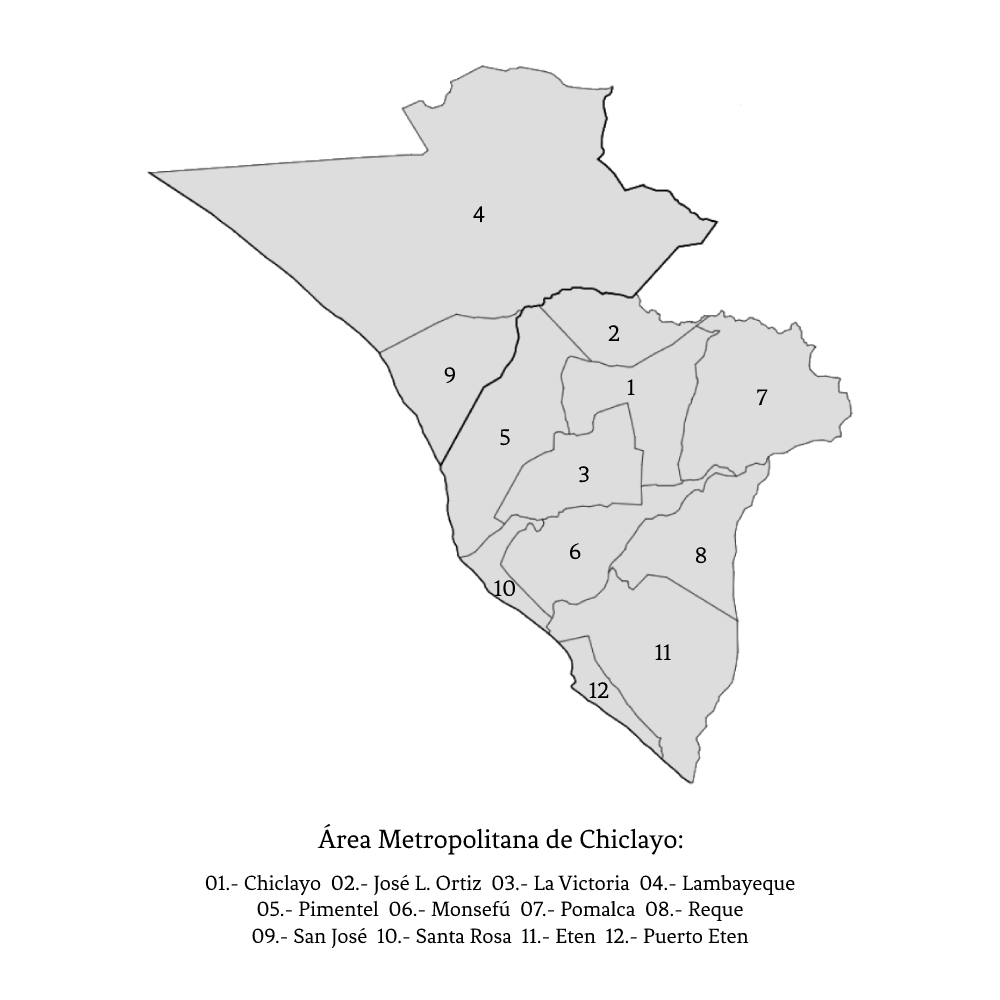
Distritos de Chiclayo Metropolitano.

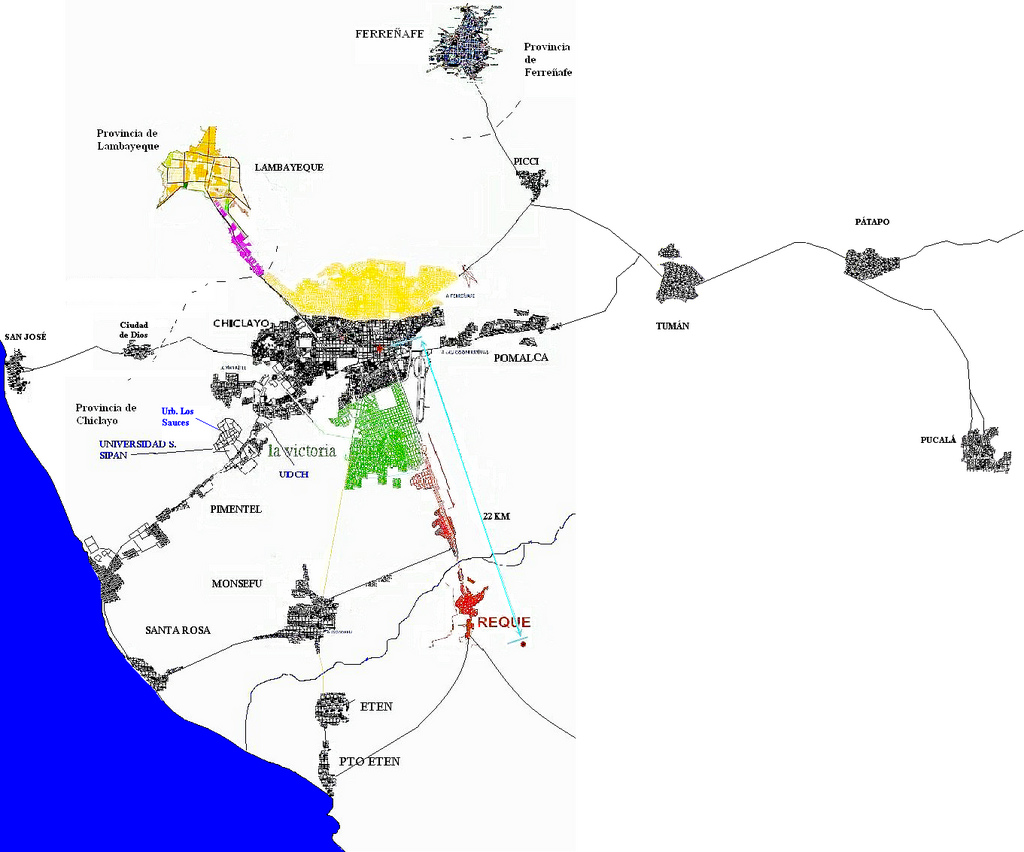
Plano de Chiclayo Metropolitano.

Chiclayo Metropolitano es un área metropolitana del Perú que tiene como principal ciudad a Chiclayo, está ubicada en la costa norte del país y se extiende sobre una superficie de 833 km². El área metropolitana de Chiclayo está conformada por doce distritos y es la cuarta urbe metropolitana más grande y más poblada del Perú, solo después de Lima Metropolitana, Arequipa Metropolitana y Trujillo Metropolitano. Asimismo, la ciudad de Chiclayo es la quinta ciudad más grande y poblada del Perú.  

## Organización político-administrativa
La Gerencia de Urbanismo de la Municipalidad Provincial de Chiclayo se encuentra efectuando una serie de acciones enfocadas en la consecución del área metropolitana de Chiclayo, mediante la planificación y el desarrollo urbano del ámbito metropolitano de Chiclayo-Lambayeque y los distritos aledaños de San José, Pimentel, Santa Rosa, Puerto Eten, Ciudad Eten, Monsefú, Reque, Pomalca, La Victoria y José Leonardo Ortiz, en donde se concentra el 60% de la población del departamento de Lambayeque.
La ciudad de Chiclayo está integrada en la actualidad por seis distritos conurbados o continuados: Chiclayo, José Leonardo Ortiz, La Victoria, Pomalca, Pimentel y Reque. Sin embargo, Pimentel y Reque están en proceso de formación de una integración total de manera absoluta (es decir están conurbados parcialmente como se muestra en la integración urbana). 
El plan de desarrollo urbano (1992) llamado "Chiclayo 2020", se contemplaba, la expansión en primer lugar a Pimentel y San José, que son espacios abiertos con menos áreas de cultivo, y luego hacia Picsi, a Pomalca y Reque.

## Demografía
El área metropolitana cuenta con una población total de 749 700 habitantes al año del 2017, lo que representa el 62.6% de la población del Departamento de Lambayeque. De acuerdo al Plan de Desarrollo Metropolitano de Chiclayo la cuantificación y cualificación de su población se encuentra distribuida en los siguientes distritos metropolitanos:
| Código Ubigeo | Distrito Metropolitano | Población Censo 2017 | Población Estimada 2023 | Área (km²) | Densidad (hab/km²) | Partido (2023-2026) |
| ------------- | ---------------------- | -------------------- | ----------------------- | ---------- | ------------------ | ------------------- |
| 140101        | Chiclayo               | 270,496              | 297,123                 | 47.19      | 6296.3             | (JP)                |
| 140103        | Eten                   | 11,993               | 13,649                  | 83.27      | 163.9              | (AvP)               |
| 140104        | Eten Puerto            | 2,342                | 2,495                   | 13.17      | 189.4              | (M.R.)              |
| 140105        | José Leonardo Ortiz    | 156,498              | 169,503                 | 29.28      | 5789               | (JP)                |
| 140106        | La Victoria            | 90,912               | 101,361                 | 40.89      | 2478.8             | (APP)               |
| 140108        | Monsefú                | 32,225               | 36,820                  | 46.80      | 786.7              | (AP)                |
| 140112        | Pimentel               | 44,602               | 52,971                  | 66.60      | 795.3              | (APP)               |
| 140113        | Reque                  | 15,744               | 18,391                  | 45.32      | 405.8              | (RP)                |
| 140114        | Santa Rosa             | 12,350               | 14,468                  | 13.59      | 1064.6             | (SP)                |
| 140118        | Pomalca                | 25,267               | 27,904                  | 76.63      | 364.1              | (PL)                |
| 140301        | Lambayeque             | 71,425               | 85,413                  | 325.10     | 262.7              | (AvP)               |
| 140311        | San José               | 15,846               | 19,072                  | 45.17      | 422.2              | (JP)                |
| Total         | Total                  | 749 700              | 839 170                 | 833.01     | 1007.3             | -                   |

### Ciudades más grandes
| N.º | Ciudad     | Población 2017 |
| --- | ---------- | -------------- |
| 01  | Chiclayo   | 527,052        |
| 02  | Lambayeque | 60,870         |
| 03  | Monsefú    | 24,567         |
| 04  | Pimentel   | 20,039         |
| 05  | Pomalca    | 19,954         |